# Laxede
Laxede kraftverk är ett vattenkraftverk i Luleälven, som anlades 1959–1962. I och med kraftverksbygget försvann Edeforsen. Där fanns tidigare det betydelsefulla Edefors laxfiske med anor åtminstone från 1300-talet. När Laxede kraftverk byggdes, upphörde allt fiske i forsen.
Kraftverket ägs av Vattenfall Vattenkraft AB.